# Aaron Nesmith
Aaron Joshua Nesmith (* 16. Oktober 1999 in Charleston, South Carolina) ist ein US-amerikanischer Basketballspieler, der seit der Saison 2022/23 bei den Indiana Pacers in der National Basketball Association (NBA) spielt.

## Laufbahn
Nesmith spielte als Jugendlicher für die Schulmannschaft der Porter-Gaud School in Charleston im US-Bundesstaat South Carolina. Zur Saison 2018/19 wechselte er an die Vanderbilt University nach Nashville (Bundesstaat Tennessee). Er erzielte 11 Punkte und 5,5 Rebounds je Begegnung und stand im Laufe der Spielzeit 18/19 in 19 von 32 Partien in der Anfangsaufstellung. In der Saison 2019/20 steigerte er sich auf 23 Punkte und 4,9 Rebounds je Einsatz und machte mit einer äußerst hohen Trefferquote bei Dreipunktwürfen von 52,2 Prozent auf sich aufmerksam. Er traf zwischen 2018 und 2020 insgesamt 119 seiner 290 Würfe von jenseits der Dreipunktemarkierung. Das ergab eine Erfolgsquote von 41 Prozent. Im Januar 2020 zog er sich einen Ermüdungsbruch im Fuß zu. Im Anschluss an die Saison 2019/20 gab er seinen Entschluss bekannt, die Hochschule zu verlassen, um Berufsbasketballspieler zu werden. Er schrieb sich für das Draftverfahren der NBA ein. Als 14. aufgerufener Spieler kam er zu den Boston Celtics.
Nach zwei Jahren als Bankspieler in Boston wurde Nesmith zu den Indiana Pacers transferiert, wo er zum Stammspieler avancierte und seine Statistiken deutlich steigerte. Am 21. Mai 2025 gelangen ihm im Auftaktspiel der Conference Finals gegen die New York Knicks 30 Punkte bei acht erfolgreichen Dreipunktwürfen (neun Wurfversuche), hiervon sechs getroffene Dreier bzw. 20 Punkte in den letzten fünf Minuten des vierten Viertels, wodurch Indiana einen 15-Punkte-Rückstand noch ausglich und das Spiel in der Verlängerung gewann. Sechs erfolgreiche Dreipunktwürfe im Schlussviertel eines Playoff-Spiels waren zuvor noch keinem NBA-Spieler gelungen.

## Karriere-Statistiken

### NBA

#### Hauptrunde
| Saison  | Team    | GP  | GS  | MPG  | FG % | 3P % | FT % | RPG | APG | SPG | BPG | PPG  |
| ------- | ------- | --- | --- | ---- | ---- | ---- | ---- | --- | --- | --- | --- | ---- |
| 2020–21 | Boston  | 46  | 1   | 14.5 | .438 | .370 | .786 | 2.8 | 0.5 | 0.3 | 0.2 | 4.7  |
| 2021–22 | Boston  | 52  | 3   | 11.0 | .396 | .270 | .808 | 1.7 | 0.4 | 0.4 | 0.1 | 3.8  |
| 2022–23 | Indiana | 73  | 60  | 24.9 | .427 | .366 | .838 | 3.8 | 1.3 | 0.8 | 0.5 | 10.1 |
| 2023–24 | Indiana | 72  | 47  | 27.7 | .496 | .419 | .781 | 3.8 | 1.5 | 0.9 | 0.7 | 12.2 |
| 2024–25 | Indiana | 45  | 37  | 25.0 | .507 | .431 | .913 | 4.0 | 1.2 | 0.8 | 0.4 | 12.0 |
| Gesamt  | Gesamt  | 288 | 148 | 21.4 | .463 | .385 | .828 | 3.3 | 1.1 | 0.7 | 0.4 | 8.9  |

#### Play-offs
| Saison  | Team    | GP | GS | MPG  | FG % | 3P % | FT %  | RPG | APG | SPG | BPG | PPG  |
| ------- | ------- | -- | -- | ---- | ---- | ---- | ----- | --- | --- | --- | --- | ---- |
| 2020–21 | Boston  | 5  | 0  | 15.0 | .278 | .286 | 1.000 | 2.6 | 0.2 | 0.2 | 0.2 | 3.2  |
| 2021–22 | Boston  | 15 | 0  | 3.5  | .235 | .091 | .750  | 1.0 | 0.2 | 0.1 | 0.3 | 0.8  |
| 2023–24 | Indiana | 17 | 17 | 32.9 | .433 | .278 | .919  | 4.9 | 2.2 | 0.6 | 0.5 | 10.5 |
| Gesamt  | Gesamt  | 37 | 17 | 18.5 | .398 | .260 | .907  | 3.0 | 1.1 | 0.4 | 0.4 | 5.6  |